# Inventiones Mathematicae
Inventiones Mathematicae — математический журнал; издается ежемесячно Springer-Verlag. 
Учрежден в 1966 году и считается одним из самых престижных математических журналов в мире. 
На 2016 год главными редакторами являются Хельмут Хофер (Институт перспективных исследований, Принстон) 
и Жан-Бенуа Бост (Университет Париж-юг).

## Реферирование и индексация
- Журнал реферируется и индексируется в:
  - Science Citation Index
  - Scopus
  - Zentralblatt Math
  - Mathematical Reviews
  - База данных ВИНИТИ РАН
- На 2016 год MCQ журнала составил 2.89. По этому показателю, среди журналов по чистой математике он уступает только четырём журналам: Publications Mathématiques de l’IHÉS, Ann. of Math., Forum Math. Pi, J. Amer. Math. Soc., Acta Math..

## Внешние ссылки
- springerlink.com/content/100476/ — официальный сайт Inventiones Mathematicae